# Burg Usson
Die Burg Usson (französisch: Château d’Usson; okzitanisch: Castèl de So) ist eine Burgruine im Département Ariège in der südfranzösischen Region Okzitanien. Sie ist die südlichste der Katharerburgen im Süden Frankreichs und seit 1978 als Monument historique anerkannt.

## Lage
Die Ruine der Gipfelburg befindet sich auf einer Felsspitze in etwa 920 Meter Höhe ü. d. M. über dem Tal des Flusses Aude auf dem Gebiet der nur gut zwei Kilometer entfernten Gemeinde Rouze im Norden des kleinen Landstrichs des Donezan im Gebiet des oberen Ariège-Tals. Nächstgrößerer Ort ist das ca. 33 Kilometer (Fahrtstrecke) westlich gelegene Ax-les-Thermes; die Burgen Montségur, Puilaurens, Puivert und Quéribus befinden sich allesamt im Umkreis von etwa 60 Kilometern.

## Geschichte
Die erstmalige Erwähnung der Burg stammt aus dem Jahr 1035, doch reichen ihre Ursprünge wahrscheinlich bis ins 10. oder frühe 11. Jahrhundert zurück; im 12. Jahrhundert bildete sie die östliche Grenze der Grafschaft Foix und gehörte den Familien So und Alion. In den Jahren nach dem Ende des Albigenserkreuzzugs (1209–1229) soll sich der Katharerbischof Guilhabert de Castres zeitweilig hier aufgehalten haben, in den frühen 1240er Jahren bildete sie den letzten Rückhalt der in die Burg Montségur geflüchteten Katharer, die von hier mit Waffen und Lebensmitteln versorgt wurden. Am 15. März 1244, also einen Tag bevor auf dem Montségur der Scheiterhaufen angezündet wurde, entkamen sechs Katharer nach Usson, wohin bereits einige Monate zuvor der angebliche Schatz verbracht worden sein soll. Bernard d’Alion, der letzte Burgherr, wurde im Jahr 1257 oder 1258 gefangen genommen und nach einem Inquisitionsprozess in Perpignan verbrannt.
Später spielte die Burg eine Rolle als Grenzfestung in den anhaltenden territorialen Auseinandersetzungen zwischen Frankreich und Spanien, die jedoch mit dem Pyrenäenfrieden (1659) und der Hochzeit Ludwigs XIV. mit Maria Teresa von Spanien (1660) ein Ende fanden.

## Besichtigung
Die alten Gemäuer der Burgruine haben ihren Reiz – auch wenn nicht klar wird, in welcher Zeit des Mittelalters man sich gerade befindet. Aufschlussreicher jedoch ist ein kleines Museum in unmittelbarer Nachbarschaft der Burg, in welchem Originalfunde aber auch Rekonstruktionszeichnungen etc. präsentiert werden.